# 괴산 각연사 석조비로자나불좌상
괴산 각연사 석조비로자나불좌상(槐山 覺淵寺 石造毘盧遮那佛坐像)은 충청북도 괴산군 각연사에 있는 남북국 시대 신라의 불상이다.
1966년 2월 28일 대한민국의 보물 제433호 각연사석조비로자나불좌상(覺淵寺石造毘盧舍那佛坐像)으로 지정되었다가, 2010년 8월 25일 현재의 명칭으로 변경되었다.

## 개요
불상이 앉아있는 대좌(臺座)와 몸 전체에서 나오는 빛을 형상화한 광배(光背)가 모두 갖춰진 완전한 형태의 불상으로, 진리의 세계를 두루 통솔한다는 의미를 지닌 비로자나불을 표현한 것이다.
머리에는 작은 소라 모양의 머리칼을 붙여 놓았으며, 그 위의 상투 모양 머리(육계)는 펑퍼짐하여 구분하기 어렵다. 오른쪽 어깨를 드러내고 왼쪽 어깨에만 걸쳐 입은 옷에는 옷주름이 간략하게 표현되었는데, 특히 다리부분의 옷주름이 극단적으로 형식화되었다. 이런 표현은 얼굴모습과 함께 장곡사 철조비로자나불좌상(보물 제174호)과 직결되는 것이다. 왼손 검지를 오른손으로 감싸고 있는 손모양은 매우 어색한데, 이것은 왼쪽에만 걸쳐 입은 옷과 함께 불상의 오른쪽을 더욱 허술하게 만들고 있다.
불상의 광배는 머리광배와 몸광배를 구분하듯 가운데가 잘록하게 들어가 있는데 전체적으로 물방울 모양이다. 광배를 살펴보면 불상의 머리 위쪽과 불상 양쪽으로 각각 3구의 작은 부처가 새겨져 있고, 안쪽에서부터 연꽃무늬와 구름무늬가 새겨졌으며, 가장자리에는 불꽃이 타오르는 모습을 표현하였다.
신라 전성기의 전형적인 불상처럼 긴장된 활력과 세련된 기교는 나타나지 않지만 전체적으로 단아하면서도 화려해진 모습을 보이는 통일신라 후기의 작품이다.

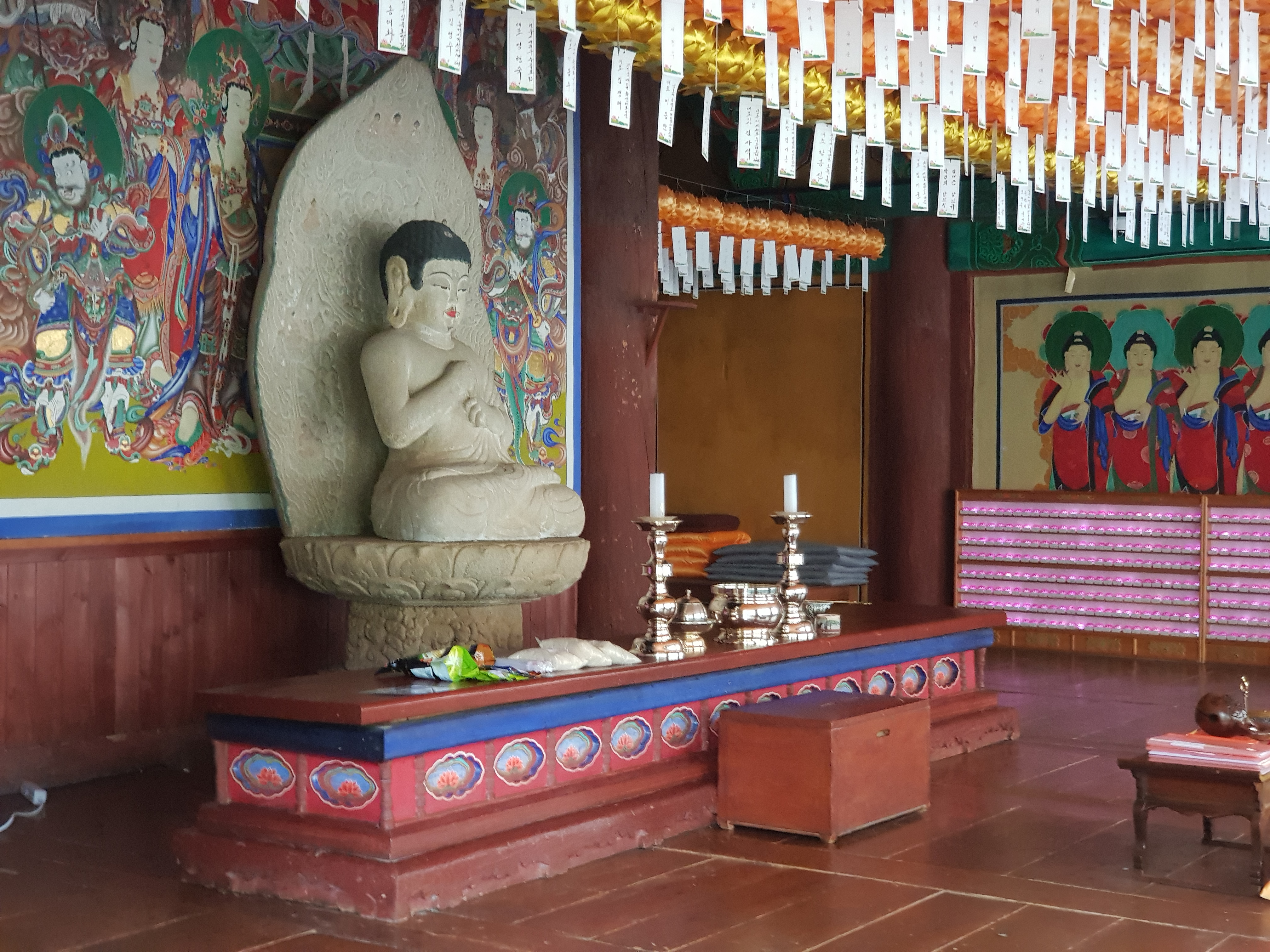
각연사_석조비로자나불좌상

## 같이 보기
- 각연사

## 참고 자료
- 괴산 각연사 석조비로자나불좌상 - 국가유산청 국가유산포털